# 黑暗城堡娱乐
黑暗城堡娛樂（英語：Dark Castle Entertainment）是西尔沃影业的一個部門，1999年由乔·西爾沃、罗伯特·泽米吉斯、吉爾伯特·艾德勒、杰拉德·布什聯合創立。其名來自美國恐怖片電影導演威廉·卡斯爾的姓“Castle”，黑暗城堡娛樂也是以拍攝恐怖片起家，它的第一部作品就是翻拍自威廉·卡斯爾原作的《猛鬼屋》。